# Фріц Фішер (медик)
Фріц Ернст Фішер (нім. Fritz Ernst Fischer; 5 жовтня 1912, Берлін-Тегель — 2003, Інгельгайм-ам-Райн, Рейнланд-Пфальц) — німецький хірург, лікар системи концтаборів, штурмбанфюрер СС, один з найближчих помічників Карла Гебхардта.

## Біографія
Син торговця. Вивчав медицину в Берлінському, Боннському і Лейпцизькому університетах. На початку своєї кар'єри Фішер працював асистентом у Бертольда Остертага в госпіталі імені Рудольфа Вірхова в Берліні. У лютому 1934 року вступає в СС, а 1 травня 1937 року і в НСДАП. Через два роки переведений в лазарет СС в Гоенлігені, що знаходиться у відомстві військ СС. Там він працював асистентом Карла Гебхардта, який згодом був засуджений до смертної кари на Нюрнберзькому процесі над лікарями. Пізніше був переведений в концтабір Равенсбрюк, де спільно з Персі Трайтен проводив експерименти над ув'язненими жінками з вивчення сульфаніламида. У травні 1943 року вирушає на фронт. Після поранення і ампутації правої руки (18 серпня 1944 року) переводиться в берлінський госпіталь Шаріте.
Був одружений, мав трьох дітей — двох синів і одну дочку.

### Нюрнберзький процес над лікарями
Постав в якості одного з обвинувачених на процесі над лікарями. Нюрнберзький процес над лікарями проходив з 9 грудня 1946 до 20 серпня 1947 року.
Йому були пред'явлені звинувачення в злочинних експериментах по вивченню сульфаниламида, а також з пересадки м'язів, нервів і кісткової тканини.
У своїй виправдувальній промові він говорив: «У той час я був солдатом, і, крім того, працював під керівництвом досить сильної особистості. Мені було дано ясний наказ про проведення тих досліджень, результати яких зможуть допомогти солдатам на фронті».
За злочини проти людяності, воєнні злочини і участь в злочинних організаціях засуджений до довічного ув'язнення. 31 січня 1951 термін був знижений до 10 років. Достроково звільнений 1 квітня 1954 року.
Після звільнення працював у концерні Boehringer Ingelheim.

## Нагороди
- Золотий нагрудний знак «За поранення» (1944) — за втрату правої руки[2].